# Bolborhachium anneae
Bolborhachium anneae är en skalbaggsart som beskrevs av Henry Fuller Howden 1985. Bolborhachium anneae ingår i släktet Bolborhachium och familjen Bolboceratidae. Inga underarter finns listade.